# Aaron Nesmith
Aaron Joshua Nesmith, né le 16 octobre 1999 à Charleston en Caroline du Sud, est un joueur américain de basket-ball évoluant au poste d'ailier pour les Pacers de l'Indiana, dans la National Basketball Association (NBA). Il mesure 1,96 m.

## Biographie

### Carrière universitaire
Nesmith ne reçoit d’offres d’aucun programme majeur de la Division I de la NCAA avant son année senior au lycée, mais il commence à attirer l’attention des universités après un tournoi de l'Amateur Athletic Union (AAU) à Charlotte, Caroline du Nord. Il est évalué comme une recrue quatre étoiles par ESPN et 247Sports et s’engage à Vanderbilt face à des offres de Florida, South Carolina, Harvard, Virginia Tech et Columbia.
Dans sa première saison pour les Commodores de Vanderbilt, Nesmith assume un rôle important après que Darius Garland a subi une grosse blessure. Il débute la plupart des matchs et réalise des moyennes de 11 points et 5,5 rebonds par match. Le 18 février 2019, Nesmith est nommé Southeastern Conference (SEC) Freshman of the Week  après deux très bons matchs. Il inscrit 26 points contre l'université de la Floride et enregistre un double-double de 24 points et 14 rebonds contre Auburn.
Nesmith fait ses débuts en deuxième année le 6 novembre 2019, marquant 25 points, dont 7 paniers à trois points, dans une victoire contre Southeast Missouri State. La semaine suivante, il marque 34 points, son record en université, avec une nouvelle fois 7 paniers à trois points, dans une défaite en prolongation contre Richmond. Nesmith inscrit quatre paniers à trois points en une minute et 39 secondes. Le 6 décembre, Nesmith est retenu sur la liste du trophée Oscar Robertson. Le 21 décembre, il égale son record de 34 points et inscrit 7 paniers à trois points dans une victoire contre UNC Wilmington. Nesmith marque 29 points et inscrit 8 paniers à trois points, son meilleur total universitaire, le 4 janvier 2020, dans une défaite contre la Southern Methodist University en prolongation. Le 11 janvier 2020, il est annoncé que Nesmith manquera le reste de la saison à cause d'une blessure au pied droit qu’il a subi contre Auburn. En 14 matchs, il obtient en moyenne 23 points et 4,9 rebonds par match, tirant à 52,2 % à trois points. Nesmith est le cinquième meilleur marqueur de la division I de la NCAA et a inscrit le plus grand nombre de points d’un joueur de Vanderbilt depuis Tom Hagan (en) en 1968-1969. Il était sur la bonne voie pour avoir l’une des meilleures saisons au niveau de la réussite à trois points de l’histoire du basket-ball universitaire. Il subit une intervention chirurgicale le 28 janvier. Il se présente à la draft 2020 où il est attendu parmi les vingt premiers choix.

### Carrière professionnelle

#### Celtics de Boston (2020-2022)
Il est choisi en 14e position par les Celtics de Boston. Il y signe son contrat le 24 novembre 2020, qui s'élève à 16,5 millions de dollars sur 4 années, comprenant des options d'équipe pour les deux dernières années. Avec son coéquipier Payton Pritchard, qui a absorbé de nombreuses minutes de Kemba Walker blessé, il est difficile pour Nesmith de décrocher une place dans la rotation dans les premiers mois de la saison régulière. En raison des blessures et des protocoles liés au COVID-19 qui touchent les Celtics tout au long de la saison, les absences prolongées de Marcus Smart, de Walker et d’autres joueurs clés donnent à Nesmith suffisamment d’occasions de montrer non seulement ses capacités au tir, mais aussi son dynamisme et son attitude. Le 23 avril 2021, l’entraîneur Brad Stevens décide de l'intégrer plus régulièrement dans la rotation, où il tourne autour de 20 minutes de jeu par match pour le reste de la saison régulière.
Il joue pour les Celtics dans la NBA Summer League 2021. Il atteint, avec l'équipe des Celtics, les Finales NBA 2022 mais s'incline face aux Warriors de Golden State.

#### Pacers de l'Indiana (depuis 2022)
Le 9 juillet 2022, dans le cadre du transfert de Malcolm Brogdon aux Celtics de Boston, il fait le chemin inverse et rejoint les Pacers de l'Indiana.

## Statistiques

### Universitaires
Les statistiques d'Aaron Nesmith en matchs universitaires sont les suivantes :
| Saison    | Équipe     | Matchs | Titul. | Min./m | % Tir | % 3pts | % LF | Rbds/m. | Pass/m. | Int/m. | Ctr/m. | Pts/m. |
| --------- | ---------- | ------ | ------ | ------ | ----- | ------ | ---- | ------- | ------- | ------ | ------ | ------ |
| 2018-2019 | Vanderbilt | 32     | 19     | 29,0   | 39,2  | 33,7   | 82,5 | 5,53    | 1,41    | 0,72   | 0,56   | 11,03  |
| 2019-2020 | Vanderbilt | 14     | 14     | 35,7   | 51,2  | 52,2   | 82,5 | 4,86    | 0,93    | 1,43   | 0,86   | 23,00  |
| Carrière  | Carrière   | 46     | 33     | 31,0   | 44,2  | 41,0   | 82,5 | 5,33    | 1,26    | 0,93   | 0,65   | 14,67  |

### Professionnelles

#### Saison régulière
| Saison    | Équipe   | Matchs | Titul. | Min./m | % Tir | % 3pts | % LF | Rbds/m. | Pass/m. | Int/m. | Ctr/m. | Pts/m. |
| --------- | -------- | ------ | ------ | ------ | ----- | ------ | ---- | ------- | ------- | ------ | ------ | ------ |
| 2020-2021 | Boston   | 46     | 1      | 14,5   | 43,8  | 37,0   | 78,6 | 2,76    | 0,50    | 0,33   | 0,20   | 4,74   |
| 2021-2022 | Boston   | 52     | 3      | 11,0   | 39,6  | 27,0   | 80,8 | 1,71    | 0,42    | 0,38   | 0,10   | 3,77   |
| 2022-2023 | Indiana  | 73     | 60     | 24,9   | 42,7  | 36,6   | 83,8 | 3,79    | 1,34    | 0,75   | 0,47   | 10,11  |
| 2023-2024 | Indiana  | 72     | 47     | 27,7   | 49,6  | 41,9   | 78,1 | 3,82    | 1,50    | 0,90   | 0,68   | 12,18  |
| 2024-2025 | Indiana  | 45     | 37     | 25,0   | 50,7  | 43,1   | 91,3 | 3,96    | 1,20    | 0,78   | 0,38   | 12,02  |
| Carrière  | Carrière | 288    | 148    | 21,4   | 46,3  | 38,5   | 82,8 | 3,28    | 1,06    | 0,66   | 0,40   | 8,92   |

#### Playoffs
| Saison   | Équipe   | Matchs | Titul. | Min./m | % Tir | % 3pts | % LF  | Rbds/m. | Pass/m. | Int/m. | Ctr/m. | Pts/m. |
| -------- | -------- | ------ | ------ | ------ | ----- | ------ | ----- | ------- | ------- | ------ | ------ | ------ |
| 2021     | Boston   | 5      | 0      | 15,0   | 27,8  | 28,6   | 100,0 | 2,60    | 0,20    | 0,20   | 0,20   | 3,20   |
| 2022     | Boston   | 14     | 0      | 3,7    | 23,5  | 9,1    | 75,0  | 1,07    | 0,21    | 0,14   | 0,29   | 0,86   |
| 2024     | Indiana  | 17     | 17     | 32,9   | 43,3  | 27,8   | 91,9  | 4,94    | 2,18    | 0,65   | 0,53   | 10,47  |
| Carrière | Carrière | 36     | 17     | 19,0   | 39,8  | 26,0   | 90,7  | 3,11    | 1,14    | 0,39   | 0,39   | 5,72   |

## Records sur une rencontre en NBA
Les records personnels d'Aaron Nesmith en NBA sont les suivants, :
| Type de statistique        | Saison régulière | Saison régulière       | Saison régulière | Playoffs | Playoffs                  | Playoffs      |
| Type de statistique        | Record           | Adversaire             | Date             | Record   | Adversaire                | Date          |
| -------------------------- | ---------------- | ---------------------- | ---------------- | -------- | ------------------------- | ------------- |
| Points                     | 30               | @ Bucks de Milwaukee   | 15 mars 2025     | 30       | @ Knicks de New York      | 21 mai 2025   |
| Paniers marqués            | 11               | @ Bucks de Milwaukee   | 15 mars 2025     | 9        | @ Knicks de New York      | 21 mai 2025   |
| Paniers tentés             | 16               | 4 fois                 | 4 fois           | 15       | Bucks de Milwaukee        | 29 avril 2025 |
| Paniers à 3 points réussis | 6                | 3 fois                 | 3 fois           | 8        | @ Knicks de New York      | 21 mai 2025   |
| Paniers à 3 points tentés  | 11               | @ Bulls de Chicago     | 2 mars 2025      | 9        | @ Knicks de New York      | 21 mai 2025   |
| Lancers francs réussis     | 7                | @ Grizzlies de Memphis | 29 janvier 2023  | 4        | @ Knicks de New York      | 21 mai 2025   |
| Lancers francs tentés      | 7                | 3 fois                 | 3 fois           | 4        | 2 fois                    | 2 fois        |
| Rebonds offensifs          | 4                | 2 fois                 | 2 fois           | 4        | Bucks de Milwaukee        | 29 avril 2025 |
| Rebonds défensifs          | 8                | Magic d'Orlando        | 21 novembre 2022 | 12       | @ Thunder d'Oklahoma City | 5 juin 2025   |
| Rebonds totaux             | 10               | Knicks de New York     | 18 décembre 2022 | 13       | @ Cavaliers de Cleveland  | 13 mai 2025   |
| Passes décisives           | 4                | 3 fois                 | 3 fois           | 2        | Warriors de Golden State  | 5 juin 2022   |
| Interceptions              | 4                | 2 fois                 | 2 fois           | 1        | 4 fois                    | 4 fois        |
| Contres                    | 3                | 4 fois                 | 4 fois           | 3        | @ Heat de Miami           | 17 mai 2022   |
| Balles perdues             | 4                | 2 fois                 | 2 fois           | 1        | 3 fois                    | 3 fois        |
| Minutes jouées             | 39               | @ Raptors de Toronto   | 28 mars 2022     | 19       | Nets de Brooklyn          | 30 mai 2021   |

- Double-double : 3 (dont 2 en playoffs)
- Triple-double : 0

Dernière mise à jour : 13 mai 2025